# Manfred Reyes Villa
Manfred Armando Antonio Reyes Villa Bacigalupi (La Paz, 19 de abril de 1955) es un ex militar, empresario y político boliviano. Fue alcalde de la ciudad de Cochabamba desde 1993 hasta 2000, prefecto del departamento desde 2006 hasta su remoción en 2008 y candidato presidencial de Bolivia en 2002, 2009 y 2025. Desde el 3 de mayo de 2021, ejerce el cargo de alcalde de la ciudad de Cochabamba. 
El 27 de enero de 2020, fue acusado por la justicia de Bolivia, encontrándose refugiado en Estados Unidos, regresando al país bajo el gobierno de transición de Jeanine Áñez.
Reyes Villa se repostuló como alcalde de Cochabamba en las elecciones subnacionales de 2021, obteniendo el 55,63% del voto popular.

## Ámbito militar
Reyes Villa es hijo de Armando Reyes Villa, exministro de defensa del dictador Luis García Meza,quien fue encarcelado por dos años tras una decisión del Tribunal Supremo de Justicia de Bolivia. Manfred Reyes Villa estudió en el Colegio Israelita de su ciudad natal La Paz donde salió bachiller y en el año 1973 ingresó al Colegio Militar de Ejército, donde obtuvo el grado de Subteniente en 1977. En 1976 asistió a la Escuela de las Américas.
Ese mismo año tuvo su primer destino oficial en el batallón de Policía Militar de la ciudad de La Paz donde sirvió de escolta/edecán, bajo bandera, de Luis García Meza. Durante su carrera militar ocupó cargos de importancia como la docencia en Asuntos de Especialización Militar, agregado militar de la Embajada de Bolivia en Brasil y Estados Unidos y ocupó la Secretaría General de la Agrupación de Agregados Militares de Sudamérica en Washington D. C. (Estados Unidos). Como parte de su formación fue entrenado durante el año 1976 en la Escuela de las Américas, en Panamá.

## Empresario

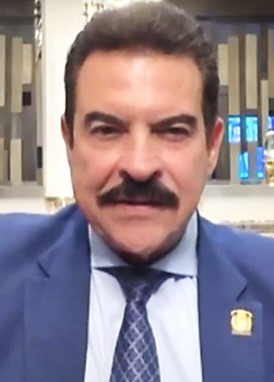
Reyes Villa en 2025.

En 1986 dejó definitivamente la carrera militar con el grado de Capitán de Ejército por razones personales para residir en Estados Unidos y dedicarse a la vida civil y familiar, ejerciendo su área de formación académica (Business Management) y ocupando cargos de importancia como Vicepresidente de la Crawford Internacional Silver Spring en Maryland, Estados Unidos, y Presidente de la empresa de bienes raíces MAREVI Internacional SRL. la cual también fue aperturada en Estados Unidos donde residió bastantes años como un empresario exitoso en medio de la comunidad boliviana.

## Ámbito político
De retorno a Bolivia empezó su carrera política a principios de los años 1990 en el conservador Acción Democrática Nacionalista (ADN). Siendo concejal y mediante una alianza con el centro Movimiento Bolivia Libre, alcanzó por primera vez la Alcaldía de Cochabamba, actualmente la cuarta ciudad en población del país. En 1992 asumió la Vicepresidencia del Concejo Municipal de Cochabamba y fue miembro del Directorio de la Corporación de Desarrollo de Cochabamba (CORDECO). Fue el sucesor natural de Humberto Coronel Rivas en ADN para fundar una organización liderada por él, Nueva Fuerza Republicana (NFR), con el que llegó a ser burgomaestre por cuatro periodos consecutivos entre 1993 y 2000, simultáneamente en su labor de alcalde fue elegido Presidente de la Asociación de Gobiernos Municipales Autónomos de Bolivia, asumiendo por tal calidad el cargo de Miembro de la Unión Internacional de Autoridades Locales (IULA) y siendo nombrado a nivel internacional como representante Oficial de la Red Latinoamericana de Asociaciones Municipales ante la Word Association of Cities and Local Authorities Coordination, con base en Ginebra, Suiza. El año 2000 su ejecutivo municipal tuvo que afrontar una importante crisis en la ciudad por motivo de la privatización del agua (la empresa Tunari) problema causado por el decreto presidencial de Hugo Banzer Suárez y Jorge Quiroga Ramírez

### Primera candidatura presidencial
En 2000, Nueva Fuerza Republicana (NFR), postuló a Reyes Villa como candidato a la Presidencia de la República de cara a las elecciones generales, celebradas en el año 2002, rápidamente sus intenciones de votos aumentaron según las encuestas. En 2001, buscaba acompañante para su campaña presidencial, atribuyéndose a su popularidad por los logros obtenidos en sus cuatro gestiones como alcalde de Cochabamba. Entre sus rivales se encontraban dos expresidentes con experiencia en varios comicios, como es Goni por el MNR y Jaime Paz Zamora por el MIR y el indígena sindicalista Evo Morales representando al MAS-IPSP, con el resultado final el 22,5%, 20,94%, y 16,3% de votos respectivamente, y en boca de urna con 22,6% para MNR y 21,6 % para NFR.   Al no existir una mayoría absoluta, el Congreso eligió a Sánchez de Lozada. Años después se evidencio que la elección tuvo serios indicios de haber sido manipulada en contra de Reyes Villa y se afianzó con la difusión de la guerra sucia realizada por Sánchez de Lozada

## Prefecto del departamento de Cochabamba
Reyes Villa inició su mandato como prefecto en 2005 y dos años más tarde enfrentó un cruel persecución política, la mayor de su gestión, motivado por la angurria de poder de Evo Morales y promoviendo los enfrentamientos ocasionó la muerte de Christian Urresti. Se conoció como “Enero negro” por la quema de la Prefectura el 11 de enero de 2007 y enfrentamientos que dejaron un saldo de tres muertos. Reyes Villa, en oposición al gobierno de Evo Morales y la realización de una Asamblea Constituyente, se articuló con la llamada "media luna" que articulaba a prefectos y políticos del oriente y centro de Bolivia, todos ellos de la derecha conservadora, incluso, de forma pública exclamó “¡Adelante Santa Cruz con su independencia!”, lo que fue motivo suficiente para iniciar otra persecución política por parte del gabinete jurídico, político del gobierno de Morales.
Los sectores movilizados  tenían como finalidad sacarlo de su cargo público de una forma antidemocrática por apostar a la derecha de Bolivia. Reyes Villa fue víctima esta vez de grupos irregulares de militares, cocaleros y otros seguidores del partido de Gobierno quienes atentaron contra su integridad.
Ese fatídico día huyó por la puerta trasera del edificio prefectural que se encontraba en llamas. Salió a bordo de un tanque antidisturbios y luego dejó el país, ya que la orden de Morales era quitarle la vida. Su retorno sólo fue posible con la intervención de la Unión Europea 
En 2008, Reyes Villa participó en una reunión de conservadores en Rosario, Argentina, que fue presidida por Mario Vargas Llosa, a la que asistieron José María Aznar, Vicente Fox, Roger Noriega y Mauricio Macri, mientras que las organizaciones que brindaron apoyo fueron la Fundación Heritage, FAES y Friedrich-Naumann-Stiftung.Más adelante en ese año, fue revocado como prefecto del departamento de Cochabamba por un referéndum popular, con rasgos de una dudosa votación, así como un claro indicio de persecución política, lo cual fue afianzado con el inició procesos penales en su contra por delitos de supuesta corrupción.
En el documento, en el que se hace relación de los hechos, se señala que Reyes Villa siguió sufriendo amenazas, incluyendo un intento de secuestro a sus hijos. A esto se suma lo que se considera persecución política a las autoridades opositoras. Fue en 2008 que el Congreso promulgó la Ley 3850 para la realización de un referéndum revocatorio y la Corte Nacional Electoral (CNE) estableció el proceso electoral para el 10 de agosto de ese año.
En medio hubo una serie de intentos de suspenderlo, pero incluso le costó el cargo a una magistrada del Tribunal Constitucional (TC) por lo que se dio la revocatoria de su mandato.

## Procesos judiciales
En 2009 anunció su candidatura a la presidencia del país. El informe señala que el gobierno interpuso hasta 19 acciones penales, de las cuales dos son por irregularidades en la construcción del puente Río Sacambaya y el camino Vinto-Sacambaya.
Reyes Villa defendió que por su fuero político correspondía un juicio de responsabilidades, sin embargo, fue rechazado y tuvo que negociar su libertad con Luis Arce Catacora.
“El peticionario aduce que, debido a la persecución política y a la inefectividad de los recursos judiciales, a finales de 2009 la presunta víctima se exilió en Estados Unidos. Argumenta que el 21 de marzo de 2010 el Congreso promulgó la Ley Contra la Corrupción, la cual modificó varias disposiciones del Código Penal, instaurando, entre otros elementos, el uso del juicio oral en contra del acusado que se encuentra en rebeldía y agravantes más severas a los tipos penales de corrupción”, dice el documento.
Dos años después, en 2012, Reyes Villa fue sancionado con un año de prisión por el delito de incumplimiento de deberes y en 2013 la condena por el delito de conducta antieconómica fue de cinco años tras las rejas y actualmente sigue afrontando otros procesos penales.
Finalmente, agrega que intentó solicitar al Consulado boliviano en Washington copias de sus certificados de nacimiento y matrimonio, pero no se cumplió con el trámite.
En abril de 2009 retornó al país tras una ausencia de dos meses y se presentó nuevamente a las elecciones presidenciales de 6 de diciembre de 2009 en el marco de la aprobación de la nueva Constitución Política del Estado. 
El fallo de 31 de mayo del 2023, emitido por la Sala Cuarta del TCP, revocó la resolución de una Sala Constitucional de Cochabamba, de agosto de 2022 que había dado curso a un juicio en la vía ordinaria y concedió tutela a Reyes Villa.  En fecha 20 de junio del 2023, la Sala Cuarta del Tribunal Constitucional Plurinacional anunció la nulidad de cuatro sentencias y ocho procesos que se habían iniciado contra Manfred Reyes Villa, por su gestión como exprefecto (2006 y 2008).

## Controversias
Tras varias denuncias por corrupción y malversación de fondos en su contra, Reyes Villa pidió asilo político a Estados Unidos, del mismo terminó el año 2020 (10 años). En 2016, el Tribunal de Sentencia Número 1 del Tribunal Departamental de Justicia de Cochabamba había determinado condenarlo a cinco años de reclusión bajo argumentos de enriquecimiento ilícito.
Durante la crisis política en Bolivia de 2019, surgieron acusaciones sobre la participación de Reyes Villa discutiendo en audios filtrados sobre la sucesión Constitucional.

## Premios y Reconocimientos
El año 2022 de acuerdo a un sondeo de opinión desarrollada por la Consultora siglo XXI, fue considerado como el mejor alcalde de la ciudad de Cochabamba de toda la historia democrática. El 68 por ciento de la población urbana y de zonas periurbanas consideran que “Manfred es el único alcalde que ha contribuido al desarrollo armónico y sostenible de la capital departamental y es considerado el “mejor alcalde”. 
El alcalde Manfred Reyes Villa también recibió el 27/11/2023, en Santa Cruz, el galardón “Mejor Alcalde de Bolivia 2023”, otorgada por la revista "Gente de América".  La revista destacó el trabajo y las acciones desarrolladas por Reyes Villa en materia de desarrollo humano, económico, medio ambiente y de gestión en favor de la población cochabambina. 